# A Girl of Yesterday
A Girl of Yesterday is een Amerikaanse filmkomedie uit 1915 onder regie van Allan Dwan. De film is wellicht zoekgeraakt.

## Verhaal
Jane en John Stuart zijn twee wezen, die van de buitenwereld worden afgeschermd door hun tante Angela. Wanneer Jane ineens een grote som geld erft, kunnen ze hun leven in eigen handen nemen. Van de ene dag op de andere veranderen ze in mondaine jongelieden.

## Rolverdeling
| Acteur           | Personage       |
| ---------------- | --------------- |
| Mary Pickford    | Jane Stuart     |
| Jack Pickford    | John Stuart     |
| Gertrude Norman  | Tante Angela    |
| Donald Crisp     | A.H. Monroe     |
| Marshall Neilan  | Stanley Hudson  |
| Frances Marion   | Rosanna Danford |
| Lillian Langdon  | Mevrouw Monroe  |
| Claire Alexander | Eloise Monroe   |
| Glenn L. Martin  | Piloot          |